# Campeonato Pan-Americano de Jiu-Jitsu Brasileiro
O Campeonato Pan-Americano de Jiu-Jitsu Brasileiro (comumente conhecido como Pan Ams ou Pans) é o maior torneio de jiu-jitsu brasileiro realizado nas Américas. O evento é realizado anualmente pela Federação Internacional de Jiu-Jitsu Brasileiro (IBJJF).

## História
Representando um dos primeiros passos para a expansão internacional do jiu-jitsu brasileiro, o Campeonato Pan-Americano tem sido realizado anualmente desde 1995. Enquanto o primeiro evento contou com apenas 250 atletas, a edição de 2022, realizada na Flórida, registrou mais de 4.600 competidores inscritos.

## Evolução do Evento
O Campeonato Pan é um dos quatro eventos do IBJJF Grand Slam [en], que incluem o Campeonato Europeu de Jiu-Jitsu IBJJF, o Campeonato Brasileiro de Jiu-Jitsu e o Campeonato Mundial de Jiu-Jitsu.
A IBJJF atribui uma pontuação de ranking aos seus torneios, que determina a quantidade de pontos que um atleta pode ganhar. No calendário da IBJJF de 2017/2018, o Campeonato Pan-Americano teve um peso de 4, tornando-se o segundo torneio mais importante, atrás apenas do Campeonato Mundial de Jiu-Jitsu, que teve um peso de 7.

## Campeões Notáveis
Muitos atletas renomados conquistaram títulos no Campeonato Pan. Em 2024, Gutemberg Pereira venceu a divisão absoluto masculina ao finalizar Marcus Scooby com um estrangulamento pelas costas, enquanto Gabi Pessanha levou o título absoluto feminino ao finalizar Izadora Cristina com uma chave de pé, garantindo o ouro duplo no evento.

## Impacto no Jiu-Jitsu Brasileiro
O Campeonato Pan é considerado um dos torneios mais prestigiados do jiu-jitsu brasileiro.  Um bom desempenho no Pan pode impulsionar a carreira de um atleta, proporcionando reconhecimento internacional, patrocínios e oportunidades em competições de alto nível. O torneio também serve como uma plataforma para a introdução de novas técnicas e estratégias, influenciando a evolução do esporte.

## Mudanças Recentes
Nos últimos anos, o Campeonato Pan continuou atraindo competidores de elite de todo o mundo. A edição de 2024 contou com performances de alto nível em diversas categorias, reforçando o status do evento como uma das competições mais importantes do esporte.

## Cobertura da Mídia e Legado
A cobertura midiática do Campeonato Pan tem crescido significativamente, com plataformas como FloGrappling oferecendo transmissões ao vivo e análises detalhadas. Essa maior exposição tem contribuído para a crescente popularização do jiu-jitsu brasileiro no mundo, atraindo novos praticantes e fãs. O legado do Pan está em seu papel contínuo na profissionalização e expansão do esporte a nível global.

## Categorias de Peso
Masculino
- Peso Aberto: Livre
- Pesadíssimo: Sem limite
- Super Pesado: Até 100,5 kg (-222 lb)
- Pesado: Até 94,3 kg (-208 lb)
- Meio-Pesado: Até 88,3 kg (-195 lb)
- Médio: Até 82,3 kg (-181,5 lb)
- Leve: Até 76 kg (-168 lb)
- Pena: Até 70 kg (-154,5 lb)
- Pluma: Até 64 kg (-141,5 lb)
- Galo: Até 57,5 kg (-127 lb)

Feminino
- Peso Aberto: Livre
- Pesadíssimo: Sem limite
- Pesado: Até 79,3 kg (-175 lb)
- Meio-Pesado: Até 74 kg (-163,5 lb)
- Médio: Até 69 kg (-152,5 lb)
- Leve: Até 64 kg (-141,5 lb)
- Pena: Até 58,5 kg (-129 lb)
- Pluma: Até 53,5 kg (-118 lb)
- Galo: Até 48,5 kg (-107 lb)

## Divisões por Idade
- Juvenil 1 (16 anos)
- Juvenil 2 (17 anos)
- Adulto (18+ anos)
- Master 1 (30-35 anos)
- Master 2 (36-40 anos)
- Master 3 (41-45 anos)
- Master 4 (46-50 anos)
- Master 5 (51-55 anos)
- Master 6 (56-60 anos)
- Master 7 (61 anos ou mais)

## Cidades-sede do Campeonato Pan Jiu-Jitsu IBJJF
O Campeonato Pan Jiu-Jitsu da IBJJF tem uma longa história e já foi realizado em diversas cidades ao longo dos anos. Abaixo está uma lista das cidades que sediaram o evento ao longo de sua história:
- Los Angeles, Califórnia (EUA) – A primeira edição foi realizada em 1996, e desde então, Los Angeles tem sido uma das cidades-sede mais frequentes.[10]
- Irvine, Califórnia (EUA) – O evento também foi realizado nessa cidade em alguns anos, especialmente à medida que cresceu em tamanho.[11]
- Anaheim, Califórnia (EUA) – Por vários anos, a competição foi sediada no Anaheim Convention Center.
- Las Vegas, Nevada (EUA) – Embora mais recente, algumas edições do Campeonato Pan Jiu-Jitsu foram realizadas em Las Vegas.
- Long Beach, Califórnia (EUA) – Outra cidade californiana que sediou o evento por vários anos.[12]

Essas são as principais cidades que já receberam o Campeonato Pan Jiu-Jitsu, com forte presença na Califórnia, especialmente em Los Angeles e Anaheim.

## Campeões Pan-Americanos de Jiu-Jitsu Brasileiro Masculino por Ano e Categoria de Peso
| Ano  | Local          | 57 kg                          | 64 kg                       | 70 kg                    | 76 kg                      | 82 kg                      | 88 kg                       | 94 kg                     | 100 kg                     | +100 kg                             | Absoluto                    |
| ---- | -------------- | ------------------------------ | --------------------------- | ------------------------ | -------------------------- | -------------------------- | --------------------------- | ------------------------- | -------------------------- | ----------------------------------- | --------------------------- |
| 1996 | Estados Unidos | Marcos Barreto (1/1)           | Vinicius Magalhaes (1/2)    | João Roque (1/1)         | Marcio Feitosa (1/4)       | Alexandre Paiva (1/1)      | Roberto Magalhaes (1/4)     | Luis Roberto Duarte (1/1) | Roberto Correa (1/4)       | Eduardo Galvão (1/1)                | Rigan Machado (1/3)         |
| 1997 | Estados Unidos |                                |                             | Royler Gracie (1/2)      | Marcio Feitosa (2/4)       | Fernando Vasconcelos(1/2)  | Ricardo Herriot (1/2)       | Roberto Magalhaes (2/4)   | Roberto Correa (2/4)       | Rigan Machado (2/3)                 | Rigan Machado (3/3)         |
| 1998 | Estados Unidos |                                | Luis Renato (1/1)           | Vinicius Magalhaes (2/2) | Marcio Feitosa (3/4)       | Fernando Vasconcelos (2/2) | Roberto Magalhaes (3/4)     | Saulo Ribeiro (1/2)       | Bruno Severiano (1/3)      | Ryan Gracie (1/1)                   | Saulo Ribeiro (2/2)         |
| 1999 | Estados Unidos |                                | Nay Cunha (1/1)             | Royler Gracie (2/2)      | Marcio Feitosa (4/4)       | Bruno Severiano (2/3)      | Antonio Schembri (1/1)      | Ricardo Herriot (2/2)     | Pericles Laudier (1/1)     | Roberto Magalhaes (4/4)             | Antonio Schembri (1/1)      |
| 2000 | Estados Unidos | Rafael Duarte (1/1)            | João Eduardo (1/1)          | Alexandre Carneiro (1/1) | Augusto Lopez (1/1)        | Erick Santos (1/1)         | Fabricio Prantera (1/1)     | Diego Jose (1/1)          | Bruno Mathias (1/1)        | Luis Felipe (1/1)                   | Fabricio Monteiro (1/1)     |
| 2001 | Estados Unidos | Takeo Tani (1/1)               | Wellington Dias (1/1)       | Sandro Santiago (1/1)    | Edson Diniz (1/1)          | Bruno Severiano (3/3)      | Roberto Correa (3/4)        | Fernando Pontes (1/1)     | Roberto Tozi (1/1)         | Jorge Patiano (1/1)                 | Xande Ribeiro (1/4)         |
| 2002 | Estados Unidos |                                | Ricardo Vieira (1/1)        | Leo Vieira (1/2)         | Carlos Eduardo (1/2)       | Delson Heleno (1/1)        | Xande Ribeiro (2/4)         | Fabio Leopoldo (1/1)      | Alexandre Dantas (1/3)     | Marcio Dantas (1/1)                 | Alexandre Dantas (2/3)      |
| 2003 | Estados Unidos |                                | Leonardo Escobar (1/1)      | Renato Migliaccio (1/1)  | Carlos Eduardo (2/2)       | Paulo Guilobel (1/1)       | Cassio Werneck (1/1)        | Roberto Correa (4/4)      | Adriano Maciel (1/1)       | Marcio Cruz (1/4)                   | Marcio Cruz (2/4)           |
| 2004 | Estados Unidos |                                | Bibiano Fernandes (1/3)     | Leo Vieira (2/2)         | Daniel Moraes (1/1)        | Fernando Augusto (1/1)     | Ronaldo Souza (1/2)         | Gabriel Vella](1/2)       | Jorge Oliveira (1/1)       | Alexandre Dantas (3/3)              | Ronaldo Souza (2/2)         |
| 2005 | Estados Unidos |                                |                             | Bibiano Fernandes (2/3)  | Mario Reis (1/2)           | André Galvão(1/9)          | Givanildo Santana (1/1)     | Rodrigo Pinheiro (1/1)    | Xande Ribeiro (3/4)        | Marcio Cruz (3/4)                   | Mario Cruz (4/4)            |
| 2006 | Estados Unidos | Mauro Ayes (1/1)               | Dai Yoshida (1/1)           | Bibiano Fernandes (3/3)  | Tiago Alves (1/1)          | André Galvão (2/9)         | Demian Maia (1/1)           | Braulio Estima (1/1)      | Xande Ribeiro (4/4)        | Rolles Gracie (1/1)                 | Roger Gracie (1/1)          |
| 2007 | Estados Unidos | Bruno Malfacine (1/6)          | Robson Moura (1/1)          | Rubens Charles (1/5)     | Lucas Leite (1/4)          | Marcelo Garcia (1/1)       | Romulo Barral (1/2)         | Eduardo Telles (1/1)      | Rafael Lovato Jr. (1/2)    | Rodrigo Medeiros (1/1)              | Romulo Barral (2/2)         |
| 2008 | Estados Unidos | Bruno Malfacine (2/6)          | Carlos Holanda (1/2)        | Rubens Charles (2/5)     | Celso Vinicius (1/1)       | Gustavo Campos (1/2)       | André Galvão(3/9)           | Rafael Lovato Jr. (2/2)   | Roberto Abreu (1/2)        | Luis Theodoro (1/2)                 | André Galvão (4/9)          |
| 2009 | Estados Unidos | João Kuraoka (1/1)             | Yoshihiko Matsumoto (1/1)   | Rubens Charles (3/5)     | Lucas Lepri (1/4)          | Lucas Leite (2/4)          | Otavio Souza (1/2)          | Roberto Alencar (1/2)     | Antonio Braga Neto (1/4)   | Marcio Corleta (1/1)                | Antonio Braga Neto (2/4)    |
| 2010 | Estados Unidos | Bruno Malfacine (3/6)          | Carlos Holanda (2/2)        | Rubens Charles (4/5)     | Michael Langhi (1/2)       | Kayron Gracie (1/2)        | Otavio Souza (2/2)          | Bernardo Faria (1/6)      | Antonio Braga Neto (3/4)   | Gabriel Vella (2/2)                 | Bernardo Faria (2/6)        |
| 2011 | Estados Unidos | Rafael Freitas (1/1)           | Caio Terra (1/3)            | Bruno Frazatto (1/1)     | Lucas Lepri (2/4)          | Claudio Calasans (1/2)     | André Galvão(5/9)           | Rodolfo Vieira (1/2)      | Marcus Almeida (1/3)       | Antonio Braga Neto (4/4)            | Rodolfo Vieira (2/2)        |
| 2012 | Estados Unidos | Caio Terra (2/3)               | Bruno Malfacine (4/6)       | Rafael Mendes (1/2)      | Leandro Lo (1/8)           | Claudio Calasans (2/2)     | Kayron Gracie (2/2)         | Lucas Leite (3/4)         | Bernardo Faria (3/6)       | Marcus Almeida (2/3)                | Antônio Carlos Júnior (1/1) |
| 2013 | Estados Unidos | Caio Terra (3/3)               | Guilherme Mendes (1/1)      | Rafael Mendes (2/2)      | Michael Langhi (2/2)       | Clark Gracie (1/1)         | André Galvão(6/9)           | Roberto Alencar (2/2)     | Leo Nogueira (1/1)         | Marcus Almeida (3/4)                | Marcus Almeida (4/4)        |
| 2014 | Estados Unidos | João Rodriguez (1/1)           | Paulo Miyao (1/3)           | Mario Reis (2/2)         | Lucas Lepri (3/4)          | Leandro Lo (2/8)           | Gustavo Campos (2/2)        | Yuri Simões (1/1)         | Luis Panza (1/2)           | André Galvão(7/9)                   | André Galvão (8/9)          |
| 2015 | Estados Unidos | Bruno Malfacine (5/6)          | Paulo Miyao (2/3)           | Gianni Grippo (1/2)      | Jonathan Torres (1/2)      | Leandro Lo (3/8)           | Keenan Cornelius (1/2)      | Lucas Leite (4/4)         | Bernardo Faria (4/6)       | Alexander Trans(1/1)                | Bernardo Faria (5/6)        |
| 2016 | Estados Unidos | Mikey Musumeci (1/1)           | João Miyao (1/3)            | Paulo Miyao (3/3)        | Edwin Najmi (1/1)          | Yago de Souza (1/1)        | Leandro Lo (4/8)            | Cassio Da Silva (1/1)     | Luis Panza (2/2)           | André Galvão (9/9)                  | Bernardo Faria (6/6)        |
| 2017 | Estados Unidos | Bruno Malfacine (6/6)          | Leonardo Enrique (2/3)      | Rubens Charles (5/5)     | Lucas Lepri (4/4)          | Otavio Souza (1/2)         | Patrick Gáudio (1/1)        | Leandro Lo (5/8)          | Erberth Santos (1/1)       | João Gabriel Rocha (1/2)            | Leandro Lo (6/8)            |
| 2018 | Estados Unidos | Tomoyuki Hashimoto (1/1)       | João Miyao (3/3)            | Gianni Grippo (2/2)      | Jonathan Torres (2/2)      | Gabriel Arges (1/1)        | Lucas Barbosa (1/2)         | Leandro Lo (7/8)          | Keenan Cornelius (2/2)     | João Gabriel Rocha (2/2)            | Leandro Lo (8/8)            |
| 2019 | Estados Unidos | Cleber Sousa (1/1)             | Leonardo Enrique (1/1)      | Matheus Gabriel (1/1)    | Levi Jones-Leary (1/1)     | Isaque Bahiense (1/1)      | Gustavo Batista (1/4)       | Kaynan Duarte (1/1)       | Fellipe Andrew (1/5)       | Ricardo Evangelista (1/1)           | Lucas Barbosa (2/2)         |
| 2020 | Estados Unidos | Lucas Pinheiro (1/1)           | Josh Cisneros (1/1)         | Thiago Macedo (1/1)      | Johnatha Alves (1/4)       | Ronaldo Júnior (1/1)       | Otavio Souza (2/2)          | Gustavo Batista (2/4)     | Guilherme Augusto (1/1)    | Max Gimenis (1/1)                   | Fellipe Andrew (2/5)        |
| 2021 | Estados Unidos | Lívio Ribeiro (1/1)            | Diego Oliveira (1/2)        | Jamil Hill (1/1)         | Johnatha Alves (2/4)       | Tainan Dalpra (1/3)        | André Porfirio (1/1)        | Gustavo Batista (3/4)     | Fellipe Andrew (3/5)       | Victor Hugo (1/1)                   | Fellipe Andrew (4/5)        |
| 2022 | Estados Unidos | Carlos 'Bebeto' Oliveira (1/1) | Meyram Maquiné (1/1)        | Alexssandro Sodré (1/1)  | Johnatha Alves (3/4)       | Tainan Dalpra (2/3)        | Sebastian Rodriguez (1/1)   | Dimitrius Souza (1/1)     | Marcus Ribeiro (1/1)       | Roberto Abreu (2/2)                 | Erich Munis (1/2)           |
| 2023 | Estados Unidos | Zayed Alkatheeri (1/1)         | Diogo Reis (1/1)            | Marcio Andre (1/1)       | Johnatha Alves (4/4)       | Tainan Dalpra (3/3)        | Gustavo Batista (4/4)       | Adam Wardzinski (1/1)     | Erich Munis (2/2)          | Nicholas Meregali(1/2)              | Nicholas Meregali (2/2)     |
| 2024 | Estados Unidos | Thalison Soares (1/1)          | Diego Oliveira (2/2)        | Kennedy Maciel (1/1)     | Jackson Nagai (1/1)        | Micael Galvão (1/1)        | Uanderson Ferreira (1/1)    | Fellipe Andrew (5/5)      | Anderson Munis (1/1)       | Yatan Bueno (1/1)                   | Gutemberg Pereira (1/1)     |
| 2025 | Estados Unidos | Michael Jalen B. Fonacier      | Rerisson dos Santos Gabriel | Diego Oliveira Batista   | Alexandre Joaquim de Jesus | Tainan Dalpra (3/3)        | Francisco de Assis Lemos Lo | Adam Wardzinski (1/1)     | Nolan Patrick Braga Stuart | Marcus Vinicius Ribeiro de Siqueira | Gutemberg Pereira (1/1)     |

## Campeãs Pan-Americanas de Jiu-Jitsu Brasileiro Feminino por Ano e Categoria de Peso
| Ano  | Local          | -48 kg Galo                    | -53 kg Pluma                      | -58 kg Pena             | -64 kg Leve              | -69 kg Médio                     | -74 kg Meio Pesado             | -80 kg Pesado               | +80 kg Super Pesado      | Absoluto                 |
| ---- | -------------- | ------------------------------ | --------------------------------- | ----------------------- | ------------------------ | -------------------------------- | ------------------------------ | --------------------------- | ------------------------ | ------------------------ |
| 1999 | Estados Unidos |                                |                                   |                         | Bianca Andrade (1/1)     | Mariana Coelho (1/3)             |                                | Rosangela Silva (1/1)       |                          |                          |
| 2000 | Estados Unidos |                                |                                   |                         | Renata Ninomiya (1/1)    | Tatina Chaves (1/1)              |                                | Mariana Coelho (2/3)        |                          |                          |
| 2001 | Estados Unidos |                                |                                   |                         | Alessandra Filha (1/2)   | Luciana Tavares (1/1)            |                                | Erica Paes(1/1)             |                          |                          |
| 2002 | Estados Unidos |                                |                                   |                         | Alessandra Filha (2/2)   | Kris Schade (1/1)                |                                | Luciana Dias (1/7)          |                          |                          |
| 2003 | Estados Unidos |                                | Kyra Gracie (1/3)                 | Leticia Ribeiro (1/2)   | Alessandra Vieira (1/1)  | Jaqueline Andrade (1/1)          |                                | Maria do Carmo Paixao (1/1) |                          |                          |
| 2004 | Estados Unidos |                                | Megumi Fujii (1/2)                | Leticia Ribeiro (2/2)   | Jeniffer Locke (1/1)     | Kelly Paul (1/2                  | Jaqueline Williams (1/1)       |                             |                          |                          |
| 2005 | Estados Unidos |                                | Tessa Queen (1/1)                 | Kyra Gracie (2/3)       | Cindy Hales (1/1)        | Kelly Paul (2/2)                 | Luciana Dias (2/7)             |                             |                          |                          |
| 2006 | Estados Unidos |                                | Megumi Fujii (2/2)                |                         | Mariana Coelho (3/3)     | Kelly Paul (1/1)                 | Luciana Dias (3/7)             |                             |                          |                          |
| 2007 | Estados Unidos |                                | Kanako Inaba (1/1)                | Felicia Oh (1/1)        | Kyra Gracie (3/3)        | Luciana Dias (4/7)               | Penny Thomas (1/1)             |                             |                          |                          |
| 2008 | Estados Unidos |                                | Michelle Nicolini (1/3)           |                         | Gisele Braga (1/1)       | Ana Laura Cordeiro (1/4)         | Luciana Dias (5/7)             |                             |                          | Luciana Dias (6/7)       |
| 2009 | Estados Unidos |                                | Claudia Kvenbo (1/1)              | Fabiana Borges (1/2)    | Ana Carolina Vidal (1/2) | Valerie Worthington (1/2)        | Ana Laura Cordeiro (2/4)       | Luciana Dias (7/7)          |                          | Ana Laura Cordeiro (3/4) |
| 2010 | Estados Unidos |                                | Michelle Nicolini (2/3)           | Fabiana Borges(2/2)     | Luana Alzuguir (1/4)     | Hillary Williams (1/1)           | Valerie Worthington (2/2)      | Gabi Garcia (1/11)          |                          | Gabi Garcia (2/11)       |
| 2011 | Estados Unidos |                                | Gezary Matuda (1/4)               | Michelle Nicolini (3/3) | Beatriz Mesquita (1/7)   | Luana Alzuguir (2/4)             | Luiza Monteiro (1/7)           | Gabi Garcia (3/11)          |                          | Luana Alzuguir (3/4)     |
| 2012 | Estados Unidos |                                | Sofia Amarante (1/1)              | Bruna Ribeiro (1/1)     | Beatriz Mesquita (2/7)   | Luana Alzuguir (4/4)             | Hannette Staack (1/1)          | Gabi Garcia (4/11)          |                          | Gabi Garcia (5/11)       |
| 2013 | Estados Unidos |                                | Miriam Cerqueira (1/1)            | Luiza Monteiro (2/7)    | Ana Carolina Vidal (2/2) | Vanessa Oliveira (1/1)           | Talita Nogueira (1/3)          | Gabi Garcia (6/11)          |                          | Gabi Garcia (7/11)       |
| 2014 | Estados Unidos |                                | Andrea Encarnacion (1/1)          | Tammi Musumeci (1/2)    | Beatriz Mesquita (3/7)   | Luiza Monteiro (3/7)             | Talita Nogueira (2/3)          | Tammy Griego (1/1)          |                          | Beatriz Mesquita (4/7)   |
| 2015 | Estados Unidos |                                | Gezary Matuda (2/4)               | Mackenzie Dern (1/2)    | Beatriz Mesquita (5/7)   | Monique Elias (1/2)              | Ana Laura Cordeiro (4/4)       | Dominyka Obelenyte (1/2)    | Gabi Garcia (8/11)       | Gabi Garcia (9/11)       |
| 2016 | Estados Unidos |                                | Gezary Matuda (3/4)               | Mackenzie Dern (2/2)    | Beatriz Mesquita (6/7)   | Luiza Monteiro (4/7)             | Andresa Correa (1/2)           | Talita Nogueira (3/3)       | Dominyka Obelenyte (2/2) | Andresa Correa (2/2)     |
| 2017 | Estados Unidos |                                | Talita Alencar (1/1)              | Bianca Basílio (1/2)    | Tammi Musumeci (2/2)     | Monique Elias (2/2)              | Jessica Flowers (1/1)          | Samela Shoham (1/1)         | Tayane Porfírio (1/2)    | Tayane Porfírio (2/2)    |
| 2018 | Estados Unidos |                                | Gezary Matuda (4/4)               | Karen Atunes (1/1)      | Beatriz Mesquita (7/7)   | Angelica Galvão (1/1)            | Nathiely de Jesus (1/2)        | Maria Malyjasiak (1/2)      | Claudia Doval (1/1)      | Luiza Monteiro (5/7)     |
| 2019 | Estados Unidos | Mayssa Bastos (1/1)            | Amanda Monteiro (1/1)             | Ffion Davies (1/1)      | Gabrielle McComb (1/1)   | Ana Carolina Vidal (1/1)         | Luiza Monteiro (6/7)           | Nathiely de Jesus (2/2)     | Gabi Garcia (10/11)      | Gabi Garcia (11/11)      |
| 2021 | Estados Unidos | Lavínia Barbosa (1/1)          | Anna Rodrigues (1/1)              | Bianca Basílio (2/2)    | Nathalie Ribeiro (1/1)   | Luiza Monteiro (7/7)             | Ana Carolina Vieira (1/1)      | Maria Malyjasiak (2/2)      | Gabi Pessanha (1/1)      | Yara Soares (1/1)        |
| 2022 | Estados Unidos | Mayssa Bastos (1/1)            | Jessamine Jada Khan               | Anna Rodrigues (1/1)    | Nathalie Ribeiro (1/1)   | Thamara Ferreira Silva           | Maria Malyjasiak (2/2)         | Melissa Stricker Cueto      | Gabi Pessanha (1/1)      | Gabi Pessanha (1/1)      |
| 2023 | Estados Unidos | Jessica Caroline Coelho Dantas | Mayssa Bastos (1/1)               | Anna Rodrigues (1/1)    | Luiza Monteiro (7/7)     | Elisabeth Ann Clay               | Ana Carolina Vieira Srour      | Larissa Dias de Almeida     | Gabi Pessanha (1/1)      | Gabi Pessanha (1/1)      |
| 2024 | Estados Unidos | Shelby Lena Murphey            | Mayssa Bastos (1/1)               | Larissa Campos Carvalho | Janaina Maia de Menezes  | Thalyta Stefhane Lima Silva      | Ingridd Alves de Sousa         | Izadora Cristina Silva      | Gabi Pessanha (1/1)      | Gabi Pessanha (1/1)      |
| 2025 | Estados Unidos | Jessica Caroline Coelho Dantas | Thaynara Victoria Soares da Silva | Maria Luiza Nunes Pinto | Janaina Maia de Menezes  | Gisele Constante Menezes Tavares | Maria Carolina Barón Vicentini | Larissa Dias de Almeida     | Gabi Pessanha (1/1)      | Gabi Pessanha (1/1)      |

## Notes
1. ↑  A United States Brazilian Jiu-Jitsu Federation organizou o evento em 1996 e 1997, em colaboração com a CBJJ e a United States Federation of Brazilian Jiu-Jitsu.

## References
1. ↑  «Organizado pela IBJJF, Pan Championship 2025 é realizado em Kissimmee». tudoparabrasileiros.com. 1 de junho de 2025. Consultado em 1 de junho de 2025
2. ↑  «International Brazilian Jiu-Jitsu Federation». IBJJF
3. ↑  «IBJJF Announced Date and Location for "Pan Championship 2018" – Jiu Jitsu News». Jiu Jitsu News – All about brazilian Jiu Jitsu. 3 de novembro de 2017
4. ↑  «IBJJF RANKING INFORMATION». Consultado em 24 de dezembro de 2017
5. ↑  «Pan de Jiu-Jitsu 2024: Confira os resultados em tempo real». FloGrappling
6. ↑  «Dinheiro no Jiu-Jitsu». expertfightingtips.com. Consultado em 1 de junho de 2025
7. ↑  «What Is the IBJJF and How Does It Impact the Sport of BJJ?». www.lockdownbjj.com. Consultado em 1 de junho de 2025
8. ↑  «Pan de Jiu-Jitsu 2024: Confira os resultados em tempo real». FloGrappling
9. ↑  «Why You Should Watch The Brown Belt Women At IBJJF Pans». www.flograppling.com. 17 de março de 2025. Consultado em 1 de junho de 2025
10. ↑  «Pan 20 Years: 1996, great duels for the record». www.graciemag.com. 21 de fevereiro de 2014. Consultado em 1 de junho de 2025
11. ↑  «IBJJF Pans 2018 Results, Atos Domination and Historical All Japan Final». bjjheroes.com. Consultado em 1 de junho de 2025
12. ↑  «IBJJF Official Website». Consultado em 7 de março de 2025
13. 1 2  «Resultados Pan 2022». ibjjf.com
14. 1 2  «Resultados Pan 2023». ibjjf.com
15. 1 2  «Resultados Pan 2024». ibjjf.com
16. 1 2  «Resultados IBJJF Pan-Americano 2025». ibjjf.com